# Municipio de Concord (Míchigan)
El municipio de Concord (en inglés: Concord Township) es un municipio ubicado en el condado de Jackson en el estado estadounidense de Míchigan. En el año 2010 tenía una población de 2723 habitantes y una densidad poblacional de 29,04 personas por km².

## Geografía
El municipio de Concord se encuentra ubicado en las coordenadas 42°12′25″N 84°38′49″O / 42.20694, -84.64694. Según la Oficina del Censo de los Estados Unidos, el municipio tiene una superficie total de 93.75 km², de la cual 92,53 km² corresponden a tierra firme y (1,31 %) 1,23 km² es agua.

## Demografía
Según el censo de 2010, había 2723 personas residiendo en el municipio de Concord. La densidad de población era de 29,04 hab./km². De los 2723 habitantes, el municipio de Concord estaba compuesto por el 98,16 % blancos, el 0,29 % eran afroamericanos, el 0,33 % eran amerindios, el 0,15 % eran asiáticos, el 0,18 % eran de otras razas y el 0,88 % eran de una mezcla de razas. Del total de la población el 1,58 % eran hispanos o latinos de cualquier raza.